# Oliver Herrmann
Oliver Herrmann (* 5. März 1963 in Bremen; † 4. September 2003 in Berlin) war ein deutscher Fotograf, Film- und Theaterregisseur.

## Leben und Wirken
Oliver Herrmann wurde 1963 in Bremen als Sohn der Bühnenbildner Karl-Ernst Herrmann und Ursel Herrmann geboren. Schulen besuchte er in Berlin, New York und Havanna.
Seit 1981 arbeitete er als Theaterfotograf an zahlreichen Spielstätten, so am Schauspielhaus Bochum, an der Brüsseler Oper, am Wiener Burgtheater und bei den Salzburger Festspielen. Er wirkte zusammen mit Regisseuren wie George Tabori, Claus Peymann und Luc Bondy.
Herrmann realisierte mehrere Musikfilme zusammen mit der Sopranistin Christine Schäfer, seiner Lebenspartnerin. Auch von ihr entstanden zahlreiche Probe- und Porträtfotos.

## Auszeichnungen
- 2000: Golden Prague International Television Festival: Czech Crystal (Tschechischer Kristall) in der Kategorie Musik (für Eine Nacht. Ein Leben.)
- 2000: Banff World Television Festival: „Rockie Award“ in der Kategorie Best Performance Program (für Eine Nacht. Ein Leben.)
- 2004: Beverly Hills Film Festival: Bester ausländischer Film (Le Sacre du Printemps)[3]

## Ausstellungen
- 2008: George Tabori – Eine Fotoausstellung. (Beiträge aus dem Archiv)[4]

## Werke

### Buch
- Karl-Ernst Herrmann: Die Zauberflöte. Salzburg. Brüssel 1991. Spuren und Dokumente. Mit Oliver Herrmann (Fotos). Internationale Stiftung Mozarteum Salzburg und Bayerische Vereinsbank München, München 1992, ISBN 3-9500072-2-9.

### Bühne
- Franz Schubert: Winterreise. Mit Christine Schäfer (Sopran) und Irwin Gage (Klavier). Ruhrtriennale 2002.[5][6][7]

### Film
- Eine Nacht. Ein Leben. Nach Pierrot Lunaire, opus 21 von Arnold Schönberg. Mit Christine Schäfer (Sopran) und anderen. (Drehbuch, Regie, Kamera, Schnitt.) Eins54 Film mit ZDF und Arte. Deutschland 1999.
- Dichterliebe. Nach dem Liederzyklus opus 48 von Robert Schumann. Mit Christine Schäfer (Sopran), Natascha Osterkorn (Klavier) und Robert Hunger-Bühler. (Drehbuch, Regie, Kameraführung, Schnitt.) Eins54 Film mit SFB, Arte und SF DRS. Deutschland 2000.
- Ombra Felice. Konzertarien von Wolfgang Amadeus Mozart. (Regie, zusammen mit Philippe Leclaire.) Eins54 Film und andere. Frankreich 2000.
- Le Sacre du Printemps. Musik von Igor Stravinsky. Berliner Philharmoniker, Simon Rattle. (Drehbuch, Regie, Schnitt.) Stummfilm. Deutschland 2003.[8][9]